# Universidad Católica de Lovaina
La Universidad Católica de Lovaina (UCLouvain) es una universidad privada francófona ubicada en Bélgica. Fue fundada en Lovaina en 1425, siendo una de las universidades más antiguas del mundo. Su historia es inescindible de la de Europa. Personalidades como Erasmo, Jansenio, Vesalio, Désiré Félicien-François-Joseph Mercier y Gerardo Mercator trabajaron o enseñaron en ella. Georges Lemaître enunció en esta institución su teoría de la expansión del universo, conocida como Big Bang.
Fue destruida por las tropas alemanas el 25 de agosto de 1914.
En 1970, la antigua universidad católica de Lovaina se separó en dos universidades distintas:
- una de habla neerlandesa ubicada en la ciudad de Lovaina (Flandes), la actual Universidad KU Leuven, y
- otra de habla francesa, que se instaló en la región Valonia, donde se creó una nueva ciudad que se denominó Lovaina-la-Nueva. La Facultad de Medicina eligió por domicilio Bruselas.

La Universidad Católica de Lovaina es hoy día una amplia comunidad internacional, la cual cuenta con:
- 21 000 estudiantes de 120 países,
- una plantilla de 5000 educadores, investigadores y ayudantes,
- 130 000 incorporados en el mundo entero.

La Universidad Católica de Lovaina es una entidad universitaria íntegra y abierta. Forma a casi la mitad de los universitarios francófonos de Bélgica, en todas las disciplinas.
El centro administrativo de la universidad se encuentra en Halles universitaires (una manera de aludir al antiguo mercado de telas  halles aux draps que ocupaba en Lovaina), situado en la plaza de la universidad , encima de la estación de tren. En el centro, en los alrededores de la Grand Place se encuentran las diversas facultades de ciencias humanas: teología, filosofía y letras, derecho, ciencias políticas, económicas y sociales, la facultad de psicología y educación y el instituto superior de filosofía.  El Instituto de educación física y de readapatación (dependiente de la Facultad de medicina) está en l'Hocaille  al igual que el centro deportivo. Del otro costado de la ciudad , en Biéreau, se encuentran las facultades de Ciencias, de Ciencias aplicadas (ingenierías civiles) y de ingeniería biológica, agrónoma y del medio ambiente (bioingenieros).

## Historia
- 1968: debido a la crisis lingüística por el mantenimiento de la sección francesa de la Universidad, se divide en dos universidades distintas. Una, de lengua neerlandesa y otra francófona que debe dejar Lovaina e instalarse en el Brabante valón.
- 1971: el 2 de febrero de ese año se coloca la primera piedra fundamental en la nueva ciudad.
- 1972: primera empresa instalada en el Parque Científico, destinado a desarrollar las relaciones entre la industria y la universidad.
- 1974: Christian de Duve obtiene el Premio Nobel de Medicina por el descubrimiento de lisosomas.
- 1979: fin del traspaso de las facultades a Lovaina-la-Nueva al instalarse la facultad de filosofía y letras.
- 1995: creación del Instituto de Pedagogía universitaria y de multimedias.
- 1999: creación de la Fundación Lovaina y del Instituto universitario de formación continua.
- 2004: en el cuadro de la armonización de los estudios superiores en Europa dedidida en la Declaración de Bolonia, la UCLouvain comienza una profunda reforma de su enseñanza en todas las facultades.

## Rectores (Lovaina-la-Nueva)
- 1969 a 1986: Édouard Massaux (1920-2008)

A partir de Pierre Macq, los rectores son nombrados por cinco años renovables.
- 1986 a 1995: Pierre Macq (1930), físico (física nuclear experimental).
- 1995 a 2004: Marcel Crochet (1938), ingeniero civil (mecánica de fluidos).
- 2004 a 2009: Bernard Coulie (1959), filólogo.
- 2009 a 2014: Bruno Delvaux (1954), ingeniero agrónomo.
- 2014 a 2019: Vincent Blondel (1965), matemático.

## Premios Francqui
Los premios Francqui se conceden anualmente, desde 1933, por la Fundación Francqui a un científico belga por su contribución al prestigio de Bélgica. Algunos galardonados son:
- 1934 Georges Lemaître Ciencias Exactas - astrophysique
- 1948 Léon H. Dupriez Humanidades - sciences economiques - philosophie économique
- 1948 Marc de Hemptinne Ciencias Exactas - "Sciences physiques et chimiques - Spectrologie moléculaire"
- 1951 Henri Koch Ciencias biológicas y médicas - "Physiologie"
- 1953 Etienne Lamotte Humanidades - "Philosophie classique - Orientaliste" Gold Medal of the Francqui Foundation
- 1959 Gérard Garitte Humanidades - "Orientalisme chrétien - Philologie classique"
- 1960 Christian de Duve Ciencias biológicas y medicales - "Chimie physiologique - Biochimie" (premio Nobel de medicina en 1974)
- 1961 Adolphe van Tiggelen Ciencias Exactas - "Spectrochimie - Physicochimie de la construction"
- 1966 Henri G. Hers Ciencias biológicas y médicas - "Biochimie - Chimie physiologique"
- 1967 José J. Fripiat Ciencias Exactas - "Physico-chimie - Chimie de surface"
- 1971 Georges Thines Humanidades - "Psychologie expérimentale - Psychologie animale"
- 1973 Pierre Macq Ciencias Exactas - "Physique nucléaire expérimentale"
- 1977 Jacques Taminiaux Humanidades - "Histoire de la philosophie - Philosophie de l'art"
- 1981 André Trouet Ciencias biológicas y médicas - "Pathologie cellulaire et moléculaire"
- 1983 Alexis Jacquemin Humanidades - "Sciences économiques - Economie politique - Economie Industrielle"
- 1988 Pierre van Moerbeke Ciencias Exactas - "Géométrie algébrique"
- 1994 Eric G. Derouane Ciencias Exactas - "Sciences chimiques Catalyse"
- 1995 Claude d'Aspremont Lynden Humanidades - "Sciences économiques"
- 2001 Philippe van Parijs Humanidades - "Philosophie de la Justice Sociale"